# Королевский национальный театр
Королевский национальный театр (англ. Royal National Theatre), также известный как Национальный театр и Национальный театр Великобритании — один из трёх наиболее известных в качестве финансируемых за счёт публичных средств театров Великобритании (вместе с Королевской шекспировской компанией и Королевской оперой).
Со дня своего основания в 1963 году до 1976 года труппа давала представления в театре Олд Вик. Нынешнее здание театра располагается на набережной Темзы, рядом с мостом Ватерлоо, Лондон. Помимо спектаклей в самом здании театра, труппа постоянно проводит турне по другим городам Великобритании.
С 1988 года театру была пожалована приставка «Королевский», но полное название используется редко. Театр представляет разнообразную программу, которая включает в себя как Шекспира и других всемирных классиков, так и новые пьесы современных авторов. Наличие трёх залов позволяет увеличить количество одновременно показываемых спектаклей, что даёт возможность значительно расширить репертуар на сезон.
В июне 2009 года театр запустил программу «Национальный театр в прямом эфире» (англ. National Theatre Live, NT Live) — проект трансляций спектаклей театра в кинотеатрах сначала по стране, а затем и по всему миру. На сегодняшний день трансляции проходят более чем в 2000 кинотеатров в 50 странах мира.
В марте 2022 года новым королевским покровителем театра стала Камилла, герцогиня Корнуолльская. Королева Елизавета II была патроном Национального театра с 1974 по 2019 год, когда этот статус был передан Меган Маркл, которая сохраняла его до отказа от всех королевских регалий в 2020 году.

## Основание
Вопрос об основании Национального театра впервые был поднят в середине XIX века, когда в Лондоне основными театральным развлечениями были мелодрамы и варьете. Потребность в «серьезном театре» возрастала, а когда в 1879 году Комеди Франсез обосновался в театре «Гэйети», было принято решение о создании «образцового театра», который будет постоянно отдавать должное Шекспиру, в котором будет лучшая британская труппа и школа актёрского мастерства.
Шекспировский мемориальный театр был открыт в городе Стратфорд-апон-Эйвон 23 апреля 1879 года. Его труппу составляла Новая шекспировская компания (теперь Королевская шекспировская компания). В 1904 году сэр Герберт Бирбом Три основал Королевскую академию драматического искусства при Театре Её Величества. Таким образом, столица всё ещё оставалась без национального театра. Лондонская шекспировская лига, основанная в 1902 году для продвижения Шекспировского национального театра (проект прекратил свое существование в 1916 году), в 1913 году даже приобрела в лондонском районе Блумсбери землю под здание. Работы были приостановлены в связи с началом Первой мировой войны. В 1910 году Джордж Бернард Шоу написал короткую комедию «Смуглая леди» (англ. The Dark Lady of the Sonnets), в которой Шекспир хотел встретиться со Смуглой леди, а вместо этого встречает королеву Елизавету I и пытается уговорить её построить национальный театр, чтобы ставить его пьесы. Комедия была частью кампании по продвижению Национального театра.
Наконец, в 1948 году Городской совет Лондона предложил для строительства место рядом с Королевским фестивальным залом (район Саут-Банк). В 1949 году обеспечивающий материальную поддержку «Закон о Национальном театре» был одобрен Парламентом.

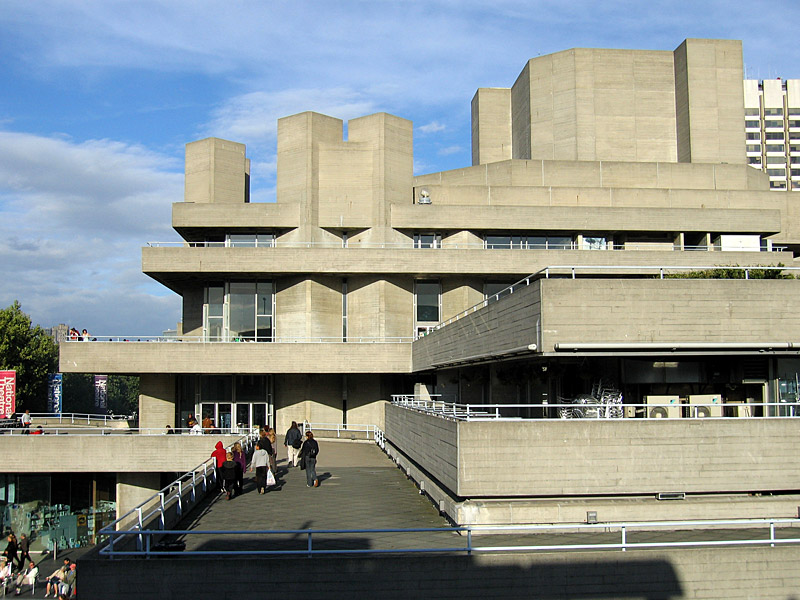
Терраса Национального театра. Вход от моста Ватерлоо

Краеугольный камень был заложен в 1951 году, а десять лет спустя Правительство объявило, что нация не может позволить себе Национальный театр. Правительство действовало жёсткими методами, чтобы сохранить деньги — попытками слить три существовавшие на общественном финансировании в то время компании. В ответ на это Городской совет отказался от арендной платы на землю и оплатил половину стоимости строительства.
В июле 1962 года соглашение было достигнуто, был создан совет по надзору за строительством и отдельный совет по управлению труппой Национального театра и арендой театра «Олд Вик». 22 октября 1963 года труппа Национального театра сыграла свой первый спектакль, «Гамлет». Официально труппа оставалась в «Олд Вик» до 1977 года, когда было закончено строительство последнего зала.

## Здание
Здание театра было спроектировано архитекторами сэром Денисом Лэсданом, Питером Софтли и фирмой Flint & Neill. Строительные работы выполнялись компанией Sir Robert McAlpine.
Уже во время строительства проект вызывал неоднозначные впечатления у окружающих. Историк архитектуры Марк Гироурд описал его как «эстетику сломанных форм». Сэр Николас Певснер, в свою очередь, нашёл бетонные конструкции внутри и снаружи слишком тяжеловесными. Принц Чарльз в 1988 году язвительно заметил, что был найден «хитрый способ построить атомную станцию в центре Лондона так, чтобы никто не возражал». А вот сэр Джон Бетчеман, не будучи любителем брутализма в архитектуре, написал Лэсдану восторженное письмо, в котором описал здание как «неизбежное и законченное».

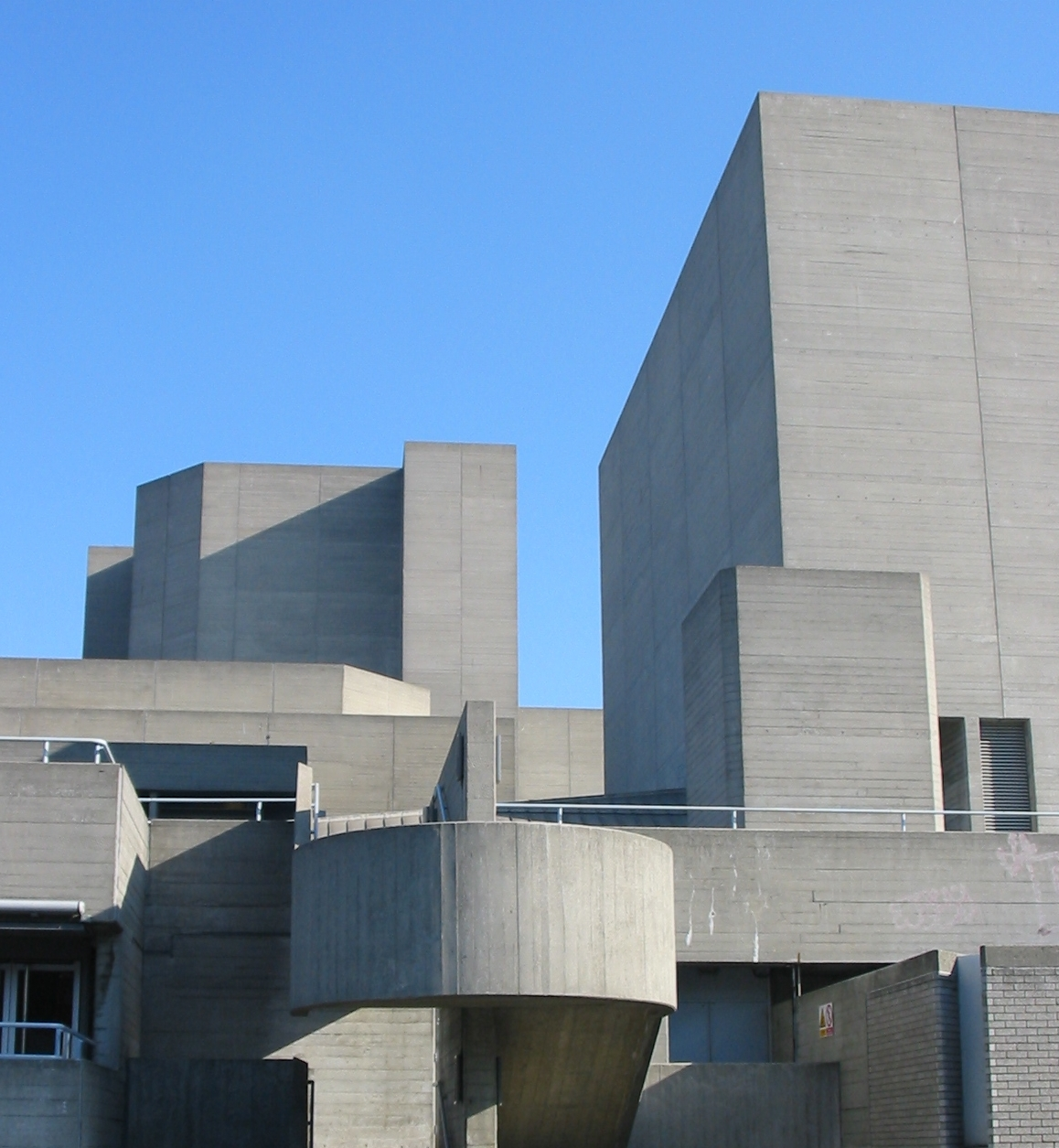
«Эстетика сломанных форм»

Несмотря на противоречия, здание театра в 1994 году было внесено в Список зданий, представляющих особую архитектурную или историческую ценность с присвоенным 2-м уровнем (важные здания, представляющие особый интерес).
В сентябре 2007 года около здания открыли статую Лоренса Оливье в роли Гамлета в честь 100-летия со дня рождения первого художественного руководителя Национального.
Внутри театр представляет собой большой комплекс залов, технических помещений, репетиционных, кинозалов. Войти в Национальный театр можно с набережной через центральный вход и через террасу с моста Ватерлоо. Театр открыт для посетителей с 10 утра до 19:30 вечера, когда начинаются спектакли. Всё время для посетителей доступны рестораны, книжный и сувенирный магазины, туры за кулисы, обучающие программы и познавательные лекции. Современные холлы театра часто используются для перформансов студентов театральных школ Лондона, а в летние месяцы перед зданием на набережной проводятся многочисленные представления на открытом воздухе. В здании располагаются не одна, а целых три сцены (театра).
Интересной особенностью театра является устроение гримёрных комнат актёров. Они расположены вокруг внутренней воздушной и световой шахты так, что их окна обращены друг на друга. За долгие годы существования театра это породило особую традицию. В «вечер открытия» (обычно не официальная премьера, а предварительный показ для прессы) когда на сцену вызываются «открывающие» (актёры, занятые в первой сцене), остальные актёры подходят к окнам и громко стучат в стекло ладонью, таким образом выражая поддержку и желая удачи тем, кто появится на сцене раньше остальных.

### Театр Оливье
Названная в честь первого художественного руководителя Лоренса Оливье, основная сцена Национального построена в форме амфитеатра: полукруглый, поднимающийся под углом зал на 1100 человек обрамляет открытую сцену, обеспечивая отличный обзор с любой точки. К тому же при такой планировке актёр, находящийся на авансцене, может видеть весь зрительный зал. В центре сцены — вращающийся пяти-секционный круг, уходящий на 8 метров вниз под уровень сцены, что позволяет реализовывать любые идеи режиссёров и обеспечивает быструю смену декораций в драматические моменты быстрого развития сюжета. Такая сцена и «полётная» система над ней изначально вызывали много противоречий, и потребовалось почти 10 лет согласований для одобрения проекта.

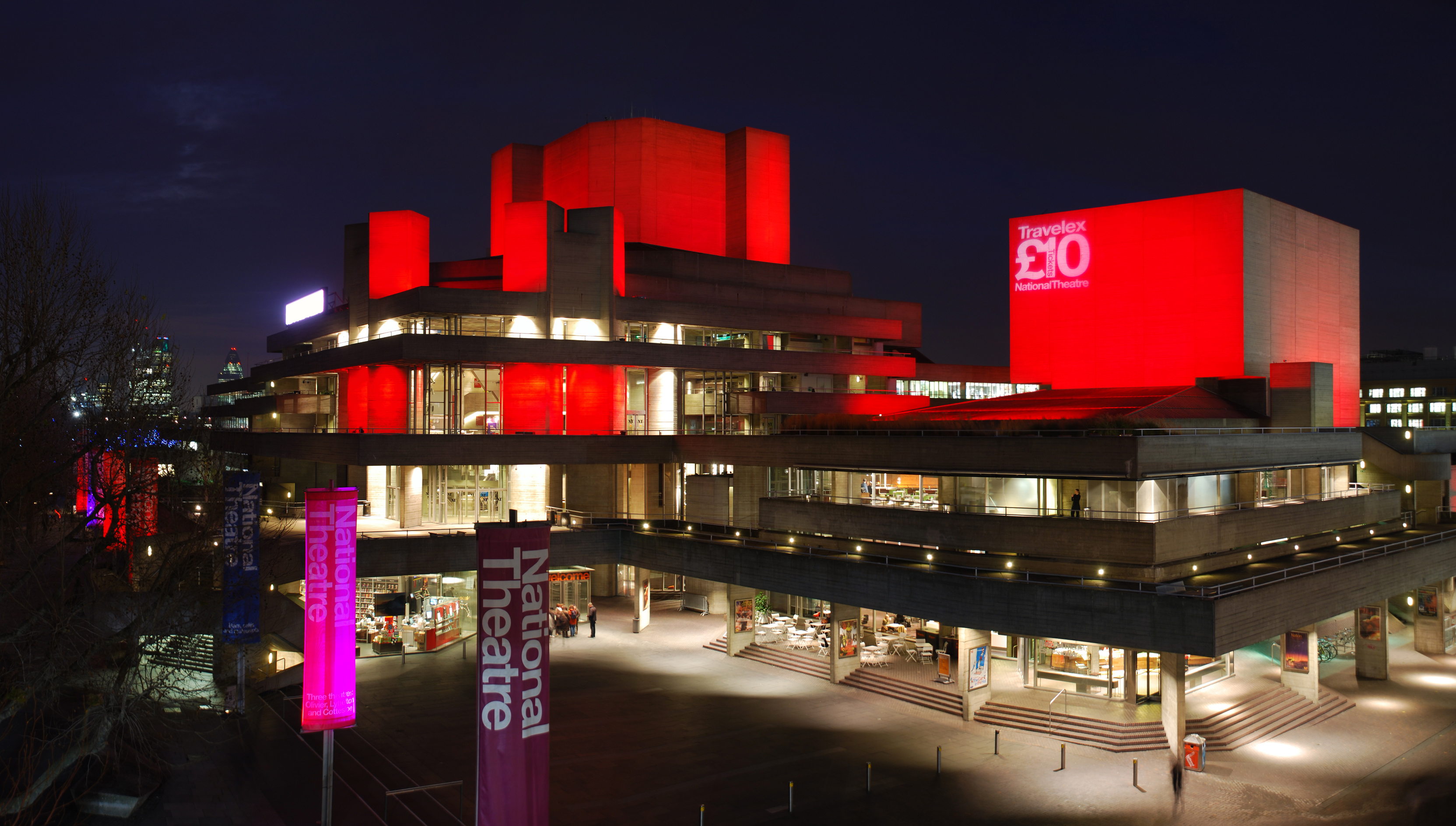
Ночная подсветка делает здание театра заметной достопримечательностью

### Театр Литтлтон
Сцена, названная в честь Оливера Литтлтона, первого председателя Совета Национального театра, построена в форме просцениум и вмещает в себя 890 зрителей.

### Театр Дорфман
Дорфман — «самая маленькая, обнажённая и наиболее благоприятная для перестройки из сцен Национального театра» вместимостью 400 человек. До своего закрытия на ремонт в 2013 году сцена носила имя Барона Коттесло, председателя совета Театров Саут-Банк. После ремонта в 2014 году театр переименовали в честь Ллойда Дорфмана, председателя Travelex Group, который пожертвовал Национальному театру 10 млн фунтов.

## Художественные руководители

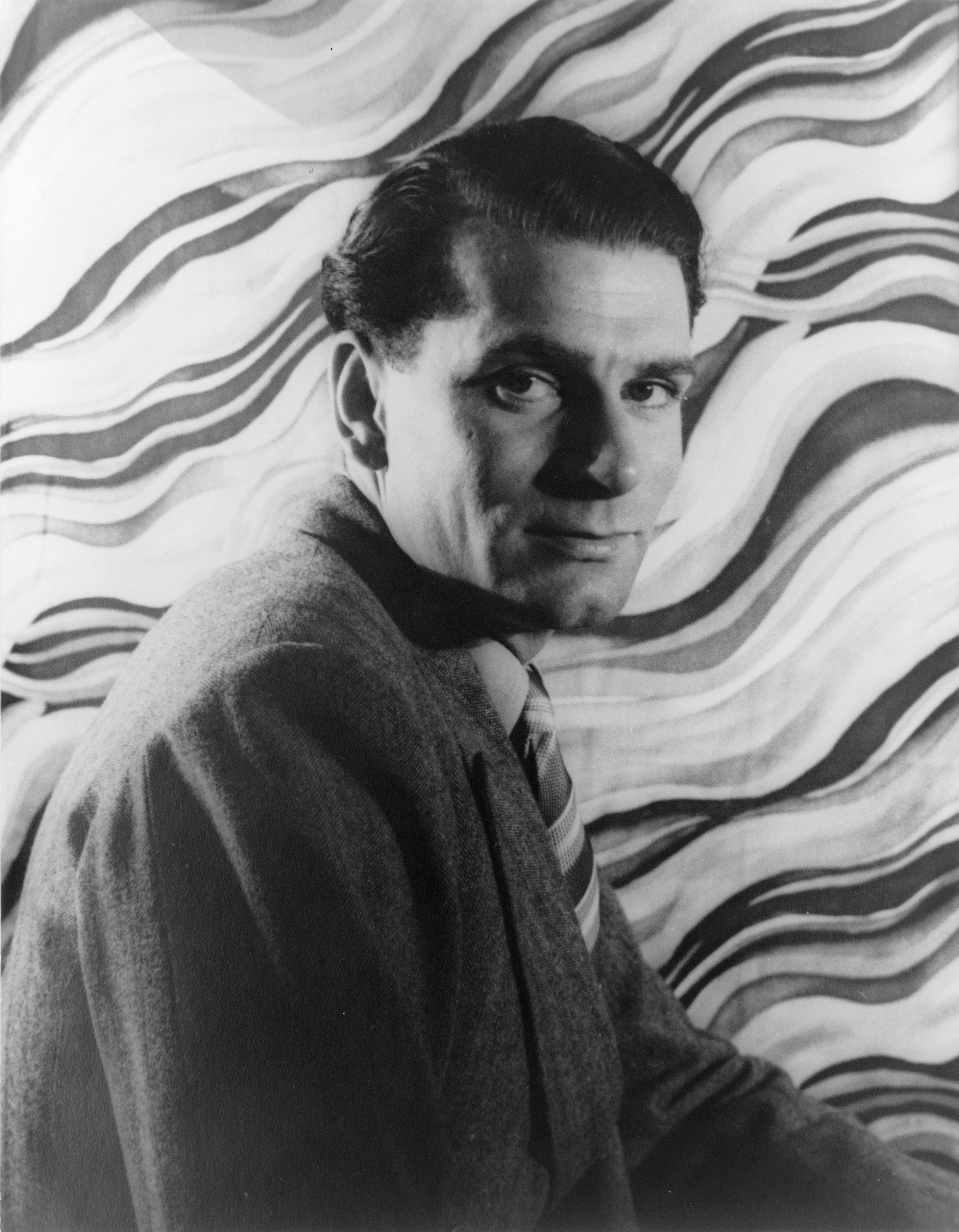
Лоренс Оливье, 1939 год

- Лоренс Оливье (1963—1973) — наиболее востребованный и успешный британский театральный и киноактёр своего времени, он фактически создал труппу Национального театра, объединив труппы «Олд Вик» и Чичестерского фестивального театров.[23] Помимо режиссуры, Оливье появлялся на сцене во многих успешных постановках. В 1970 году он получил пожизненное пэрство за заслуги перед театром, в 1973 году сложил с себя полномочия.
- Питер Холл (1973—1988) — принял на себя руководство, чтобы управлять переездом театра в здание на Саут-Банк[24]. До Национального театра Холл был руководителем Мемориального шекспировского театра в Стратфорде, заложил основы Королевской шекспировской компании. Под его руководством Национальный продолжал ставить классические произведения с большим успехом.
- Ричард Эйр (1988—1997) — до того как занять главный пост долгое время был заместителем Холла.
- Тревор Нанн (1997—2003) — пришёл в Национальный из Королевской шекспировской компании[25]. Он принес в репертуар театра популистские нотки, впервые поставив на его сцене музыкальные спектакли.
- Николас Хайтнер (2003—2015) — был заместителем Ричарда Эйра на посту художественного руководителя. Некоторые его успешные постановки послужили основой для фильмов. Среди нововведений Хайтнера были проект обновления театра NT Future[26], организация проекта NT Live, а также схема, позволяющая посетителям моложе 26 лет покупать входные билеты по 5 фунтов на любой спектакль.
- Руфус Норрис (2015-) — с 2011 года был заместителем руководителя Национального, поставил ряд успешных спектаклей. Примечательно, что он первый со времён Лоренса Оливье художественный руководитель Национального театра, не имеющий образования университета системы Оксбридж.[27]

## Национальный театр в прямом эфире
«Национальный театр в прямом эфире» — проект трансляций лучших спектаклей британских театров в прямом эфире и в записи в кинотеатрах по всему миру. Инициатором проекта выступил художественный руководитель Национального театра Николас Хайтнер.

Я вырос в Манчестере в 60-е годы. Если бы у меня была возможность смотреть [постановки] театра Оливье Национального театра в местном кинотеатре, я бы не вылезал оттуда.
Оригинальный текст (англ.)I grew up in Manchester in the 60s. If I had been able to see Olivier's National Theatre at my local cinema, I would have gone all of the time.
— Николас Хайтнер
Проект стартовал в июне 2009 года трансляцией «Федры» Жана Расина с Хелен Миррен, которую в почти в 300 кинотеатрах увидели более 50 тыс. зрителей по всему миру. Сезон продолжили «Всё хорошо, что хорошо кончается» (Шекспир), «Нация» (по роману Терри Пратчетта) и «Лондонская страховка» Дайена Бусико.
«Национальный театр в прямом эфире» продолжает расширять ареал трансляций и количество доступных к просмотру пьес. Для сезона 2016—2017 годов их число составило 14. Успех проекта доказывают цифры статистики: 15 октября 2015 года трансляцию «Гамлета» театра Барбикан с Бенедиктом Камбербэтчем в заглавной роли показывали 87 % кинотеатров Великобритании. Общее количество зрителей по всему миру превысило 550 тысяч, на сегодняшний день это рекорд для трансляций спектаклей.

## Значимые постановки
| Год  | Спектакль | Режиссер        | В главных ролях                                                                 | Примечание |
| ---- | --- | --------------- | ------------------------------------------------------------------------------- | --- |
| 1963 | Гамлет (У. Шекспир) | Лоренс Оливье   | Питер О'Тул, Майкл Редгрейв                                                     | Первая постановка труппы Национального на сцене Олд Вик                                                                   |
| 1964 | Королевская охота за солнцем (П. Шеффер) | Джон Декстер    |                                                                                 | Первая мировая премьера Национального театра                                                                              |
| 1967 | Розенкранц и Гильденстерн мертвы (Т. Стоппард) | Дерек Голдби    |                                                                                 | Мировая премьера |
| 1971 | Долгий день уходит в ночь (Ю. О’Нил) | Майкл Блэкмор   | Лоренс Оливье, Констанция Каммингс                                              | |
| 1972 | Прыгуны (Т. Стоппард) | Питер Вуд       | Майкл Хордерн, Дайана Ригг                                                      | Мировая премьера |
| 1974 | Буря (У. Шекспир) | Питер Холл      | Джон Гилгуд                                                                     | |
| 1975 | Ничья земля (Г. Пинтер) | Питер Холл      | Джон Гилгуд, Ральф Ричардсон                                                    | Мировая премьера |
| 1979 | Амадей (П. Шеффер) | Питер Холл      | Пол Скофилд, Саймон Кэллоу                                                      | Мировая премьера |
| 1982 | Парни и куколки | Ричард Эйр      | Боб Хоскинс, Джули Маккензи                                                     | Первый мюзикл, поставленный в Национальном театре                                                                         |
| 1983 | Гленгэрри Глен Росс (Д. Мэмет) | Бил Брайден     | Дерек Ньюарк, Карл Джонсон                                                      | Мировая премьера, Премия Лоренса Оливье за лучшую новую драму                                                             |
| 1987 | Антоний и Клеопатра (У. Шекспир) | Питер Холл      | Энтони Хопкинс, Джуди Денч                                                      | Премия Лоренса Оливье за лучшую женскую роль                                                                              |
| 1990 | Воскресенье в парке с Джорджем (С. Сондхайм) | Стивен Пимлот   | Филип Куаст, Мария Фридман                                                      | Британская премьера, Премия Лоренса Оливье за лучший новый мюзикл, Премия Лоренса Оливье за лучшую мужскую роль в мюзикле |
| 1991 | Безумие Георга III (А. Беннетт) | Николас Хайтнер | Найджел Хоторн                                                                  | Мировая премьера, Премия Лоренса Оливье за лучшую мужскую роль                                                            |
| 1993 | Аркадия (Т. Стоппард) | Тревор Нанн     | Руфус Сьюэлл, Билл Найи                                                         | Премия Лоренса Оливье за лучшую новую пьесу                                                                               |
| 1998 | Копенгаген | Майкл Блэкмор   |                                                                                 | Премия газеты Evening Standard за лучшую пьесу                                                                            |
| 1998 | Оклахома! (Р. Роджерс, О. Хаммерстайн) | Тревор Нанн     | Хью Джекман, Морин Липман                                                       | Премия Лоренса Оливье за лучший возобновленный мюзикл                                                                     |
| 1999 | Honk! (Э.Дрю) |                 |                                                                                 | Премия Лоренса Оливье за лучший новый мюзикл                                                                              |
| 2000 | Голубой/Оранжевый (Дж. Пенхолл) | Роджер Мичелл   | Чиветел Эджиофор, Билл Найи, Эндрю Линкольн                                     | Мировая Премьера, Премия Лоренса Оливье за лучшую новую пьесу                                                             |
| 2002 | Берег утопии (Т. Стоппард) | Тревор Нанн     | Стивен Диллэйн, Ив Бест                                                         | Мировая премьера |
| 2003 | Опера Джерри Спрингера (С. Ли) |                 |                                                                                 | Мировая премьера, Премия Лоренса Оливье за лучший новый мюзикл                                                            |
| 2003 | Тёмные начала (Н.Райт, адаптация романа Ф. Пулмана)                                                                                                  | Николас Хайтнер | Доминик Купер, Анна Максвелл Мартин, Бен Уишоу                                  | Мировая премьера, Премии Лоренса Оливье за лучшие декорации и лучшую постановку света                                     |
| 2004 | Любители истории (А. Беннетт) | Николас Хайтнер | Доминик Купер, Ричард Гриффитс, Френсис де ла Тур                               | Мировая премьера, Премия Лоренса Оливье за лучшую новую пьесу, Премия Лоренса Оливье за лучшую мужскую роль               |
| 2009 | Федра (Ж. Расин) | Николас Хайтнер | Хелен Миррен, Доминик Купер, Маргарет Тайзек                                    | Первый спектакль проекта «Национальный театр в прямом эфире» (NTLive)                                                     |
| 2011 | Франкенштейн (Н. Дир, адаптация романа Мэри Шелли)                                                                                                   | Дэнни Бойл      | Бенедикт Камбербэтч, Джонни Ли Миллер, Наоми Харрис                             | Мировая премьера, Премия Лоренса Оливье за лучшую мужскую роль, NTLive                                                    |
| 2011 | Один слуга, два господина (Ричард Бин) | Николас Хайтнер | Джеймс Корден, Оливер Крис                                                      | NTLive |
| 2011 | Лондон-роуд (А. Блайт) | Руфус Норрис    |                                                                                 | |
| 2012 | Загадочное ночное убийство собаки (С. Стивенс) | Мэриэнн Эллиот  | Люк Тредэвэй, Никола Уокер                                                      | Мировая премьера, Премия Лоренса Оливье за лучшую новую пьесу, Премия Лоренса Оливье за лучшую мужскую роль, NTLive       |
| 2013 | «Национальный театр: 50 лет на сцене» — большой спектакль, включивший в себя отрывки из самых популярных постановок и выступлений известных актеров. | Николас Хайтнер | Рори Киннир, Хелен Миррен, Джоан Плаурайт, Алекс Дженнингс, Джуди Денч и другие | NTLive |
| 2014 | Король Лир (У. Шекспир) | Сэм Мендес      | Саймон Расселл Бил, Анна Максвелл Мартин                                        | NTLive |
| 2016 | Трехгрошовая опера (К. Вайль, Б. Брехт) | Руфус Норрис    | Рори Киннир, Хейдн Гуинн                                                        | |
| 2017 | Гедда Габлер (Г. Ибсен) | Иво ван Хове    | Рут Уилсон                                                                      | NTLive |
| 2017 | Ангелы в Америке (Т. Кушнер) | Мэриэнн Эллиот  | Эндрю Гарфилд, Дениз Гоф, Рассел Тови                                           | NTLive, Премия Лоренса Ольвие за лучший возобновлённый спектакль                                                          |
| 2017 | Follies (Стивен Сондхайм) | Доминик Кук     | Имельда Стонтон, Джени Ди, Филип Куаст                                          | NTLive, Премия Лоренса Оливье за лучший возобновлённый мюзикл                                                             |
| 2018 | Телесеть (по фильму Сидни Люмета) | Иво ван Хове    | Брайан Крэнстон, Мишель Докери                                                  | Премия Лоренса Оливье за лучшую мужскую роль                                                                              |